# (31584) Emaparker
(31584) Emaparker est un astéroïde de la ceinture principale.

## Description
(31584) Emaparker est un astéroïde de la ceinture principale. Il fut découvert le 19 mars 1999 à Socorro (Nouveau-Mexique) par le projet LINEAR. Il présente une orbite caractérisée par un demi-grand axe de 2,38 UA, une excentricité de 0,06 et une inclinaison de 7,5° par rapport à l'écliptique.

## Compléments